# Montourtier
 Montourtier  es una población y comuna francesa, en la región de Países del Loira, departamento de Mayenne, en el distrito de Laval y cantón de Montsûrs.
El 1 de enero de 2019 pasó a ser una comuna delegada de la comuna nueva de Montsûrs.

## Demografía
| 414 | 383 | 319 | 305 | 274 | 304 |
| Para los censos de 1962 a 1999 la población legal corresponde a la población sin duplicidades (Fuente: INSEE [Consultar]) |     |     |     |     |     |